# 阿尔布昂
阿尔布昂（法語：Arbouans，法語發音：[aʁbwɑ̃]）是法国杜省的一个市镇，位于该省东北部，属于蒙贝利亚尔区。

## 地理
阿尔布昂（47°29'26"N, 6°48'37"E）面积1.32 平方千米，位于法国勃艮第-弗朗什-孔泰大區杜省，该省份为法国东部内陆省份，北起上索恩省，西接汝拉省，东部及东南部与瑞士接壤，东北部与贝尔福地区省接壤。
与阿尔布昂接壤的市镇（或旧市镇、城区）包括：蒙贝利亚尔、武若库尔。

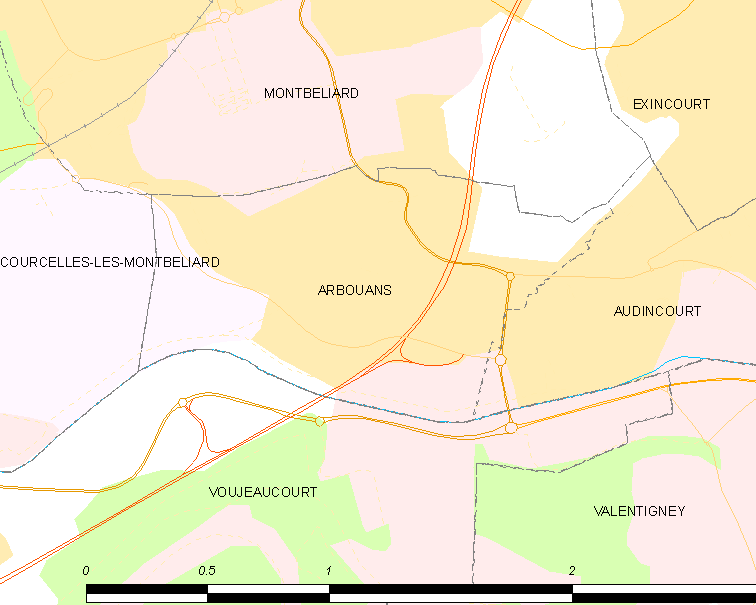
阿尔布昂的OSM定位图

阿尔布昂的时区为UTC+01:00、UTC+02:00（夏令时）。

## 行政
阿尔布昂的邮政编码为25400，INSEE市镇编码为25020。

## 政治
阿尔布昂所属的省级选区为欧丹库尔县。

## 人口

1962-2008年间阿尔布昂人口变化图示

阿尔布昂于2022年1月1日时的人口数量为891人。